# El Bohodón
El Bohodón är en ort i Spanien.   Den ligger i provinsen Provincia de Ávila och regionen Kastilien och Leon, i den centrala delen av landet, 100 km nordväst om huvudstaden Madrid. El Bohodón ligger 885 meter över havet och antalet invånare är 160.
Terrängen runt El Bohodón är platt, och sluttar norrut. Runt El Bohodón är det mycket glesbefolkat, med 7 invånare per kvadratkilometer. Närmaste större samhälle är Arévalo, 16,3 km norr om El Bohodón. Trakten runt El Bohodón består till största delen av jordbruksmark.